# Hipocapnie
Hipocapnia este o diminuare anormală a nivelului dioxidului de carbon (CO2) din sângele arterial, cauzată de obicei de o hiperventilație pulmonară și care se poate complica cu o alcaloză gazoasă.
Termenul hipocapnie provine din greaca hypo = mai puțin; kapnos = fum, vapor.

## Cauzele hipocapniei
- Hipoxemie. Altitudini mari, boli pulmonare
- Afecțiuni pulmonare. Pneumonie, pneumopatie interstițială, fibroză, edem, embolism pulmonar, boli vasculare, astm bronșic, pneumotorax.
- Afecțiuni cardiovasculare. Insuficiență cardiacă congestivă, hipotensiune arterială.
- Tulburări metabolice. Acidoză (diabetică, renală, sau lactică), insuficiență hepatică.
- Tulburări ale sistemului nervos. Hiperventilație psihogenă sau indusă de anxietate, infecții ale sistemului nervos central, tumori ale sistemului nervos central.
- Medicamente. Salicilați, metilxantine, agoniști β-adrenergici, progesteron.
- Diverse. Febră, sepsis, durere, sarcină.